# Wataru Kuromiya
Wataru Kuromiya (japanisch 黒宮 渉 Kuromiya Wataru; * 21. Dezember 1998) ist ein japanischer Fußballspieler.

## Karriere
Wataru Kuromiya steht seit 2020 beim Iwaki FC unter Vertrag. Der Verein aus Iwaki, einer Stadt in der Präfektur Fukushima, spielte in der vierten japanischen Liga, der Japan Football League. 2021 wurde er mit Iwaki Meister der Liga und stieg in die dritte Liga auf. Am Ende der Saison 2022 feierte er mit Iwaki die Meisterschaft und den Aufstieg in die zweite Liga.

## Erfolge
Iwaki FC
- Japanischer Viertligameister: 2021  ▲
- Japanischer Drittligameister: 2022  ▲